# 莫羅茲夫卡 (布魯西利夫區)
50°14′2″N 29°32′4″E / 50.23389°N 29.53444°E
莫羅茲夫卡（烏克蘭語：Морозівка）是烏克蘭北部的村莊，隸屬日托米爾州的日托米爾區。該村始建於1607年，面積10.05平方公里，海拔高度186米，2001年人口1,146，人口密度每平方公里114.03人。